# Newgrange
Newgrange (irsk: Dún Fhearghusa) er en gravhøj i stenalderkomplekset Brú na Bóinne i Newgrange i grevskabet Meath, Irland. Gravhøjen er beliggende ved floden Boyne. Højen er et gravanlæg med et krydsformet kammer og og falske hvælvinger, som ikke er almindelig, men forekommer også på Anglesey og Orkney.
Navnet "Newgrange" kan føres tilbage til omkring 1142 da blev en del af landområdet Mellifont Abbey.
Newgrange er et af de mest berømte forhistoriske minder i verden og det mest berømte irske forhistoriske minder.

## Historie
Newgrange blev oprindelig bygget en gang mellem år 3300 og 2900 f.v.t..
I yngre stenalder fortsatte Newgrange med en del ceremonielle aktiviteter. Nye monumenter blev bygget, blandt andet en cirkel af træ sydøst for hovedindgangen og en mindre cirkel af træ mod vest. Den østlige bjælkecirkel bestod af fem rækker med gruber. Den yderste række indeholdt træstolper. Den næste række med gruber havde en indvendig beklædning af ler og blev brugt til at dyreofringer. De tre indre rækker med gruber blev gravet til dette formål. Den vestlige træcirkel bestod af to rækker med parallelle stolpehuller og gruber som definerede en cirkel på 20 meter i diameter.
En koncentrisk vold af ler blev konstrueret rundt om den sydlige og vestlige side af højen og er dækket af en struktur bestående af to parallelle linjer med stolper og grøfter som havde været delvis brændt. En fritstående cirkel af store sten blev rejst for at indercirkle højen. I nærheden af indgangen blev 17 gruber benyttet som ildsteder til bål.

### Udgravning og restaurering
Newgrange lå skjult i over 4000 år på grund af at højen sank og blev en del af landskabet. I slutningen af 1500-tallet blev stedet opdaget og afdækket af lokale landmænd, som beskrev fundstedet som en hule. Newgrange blev udgravet og en stor del blev restaureret i årene 1962 og 1975. Det bestod af stor høj af sten tørv som indeholdt indenfor en cirkel et fundament af 97 store kantsten under en væg af hvide kvart og granitsten som lænede sig indover. De fleste af stenene var i sin tid blevet fundet i nabolaget indenfor en radius af omkring 20 km, men facaden bestående af kvartsit og granit er formodentlig hentet længere væk, sandsynligvis i henholdsvis Wicklow og Dundalk Bay.
Som en del af restaureringsprocessen blev de hvide kvartsitsten og dækstenene placeret i en vertikal betonvæg forstærket med stål ved højens indgang. Denne restaureringsmetode har været omdiskuteret i det arkæologiske miljø. Kritikerne af muren har påpeget at teknologien til at rejse muren i denne vinkel ikke eksisterede den gang. En anden teori er at de hvide kvartsitsten dannede en plads på bakken foran indgangen.

## Galleri
- Indgangspartiet til gangen som fører ind til det indre kammer
- Indgang til før restaureringen
- Udsmykket sten ved indgangen
- Newgrange sidebygning
- Stencirkel ved Newgrange
- Tegning af korskammeret